# Karel Weitersheim
Prof. ThDr. Karel sv. p. Weitersheim († 28. listopadu 1865 Olomouc) byl kněz a teolog, vyučující na teologické fakultě v Olomouci a kanovník olomoucké kapituly. V roce 1842 zastával funkci děkana olomoucké teologické fakulty.